# Museu da Cana
O Museu da Cana é um importante museu do Interior de São Paulo e que está localizado na zona rural da cidade de Pontal, na divisa com a cidade de Sertãozinho.
O Museu da Cana possui atividades educativas, culturais e ambientais. Realiza exposições, visitas monitoradas (para público espontâneo, escolas ou grupos) e projetos educativos para diversos públicos, incluindo o público infantil aos finais de semana.

## Administração
O Museu é gerido pelo Instituto Cultural Engenho Central, entidade sem fins lucrativos e que visa a conservação do patrimônio histórico e promoção da cultura. Inaugurado em 2005, o instituto tem por objetivo:
1. Conservação de patrimônio histórico e promoção da cultura[2] através da criação do Museu da Cana no Engenho Central de Sertãozinho/Pontal.
2. Promoção educacional e social através de apoio ao ensino técnico e superior nas áreas de tecnologia da produção de derivados de cana-de-açúcar.[3]

## História

### Antigo Engenho Central
Conhecido como a primeira usina de açúcar do nordeste paulista, o antigo Engenho Central foi inaugurado em 1906 e seu maquinário, que hoje pertence ao Museu, é datado do século XIX. Dentre os espaços integrados ao Museu, estão: usinas, oficina, escritórios administrativos e uma vila de casas.
- 1902: O Coronel Francisco Schmidt, proprietário da Fazenda Vassoural e conhecido como o Rei do Café, adquire o sítio Pocinhos, localizado próximo a sua Fazenda que já se inclinava ao mercado de açúcar;
- 1924: Falecimento do Coronel Francisco Schmidt;
- 1961: Família Biagi realiza a aquisição da Fazenda Vassoural;
- 1964: Família Biagi realiza a aquisição do Engenho Central e sua cota de produção;
- 2006: O complexo do Engenho Central é doado pela família Biagi ao Instituto Cultural Engenho Central, objetivando a criação do Museu da Cana.

## Galeria

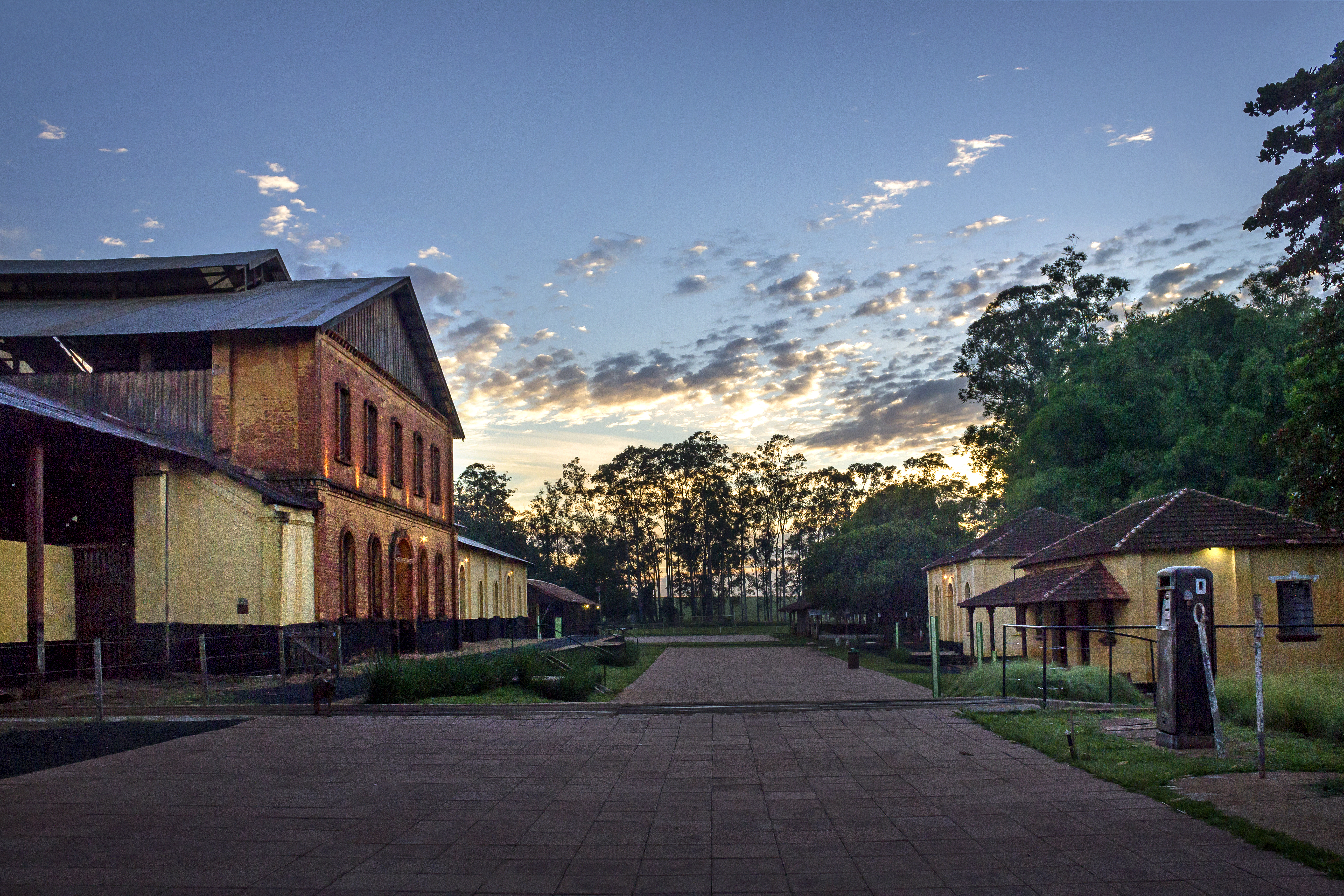
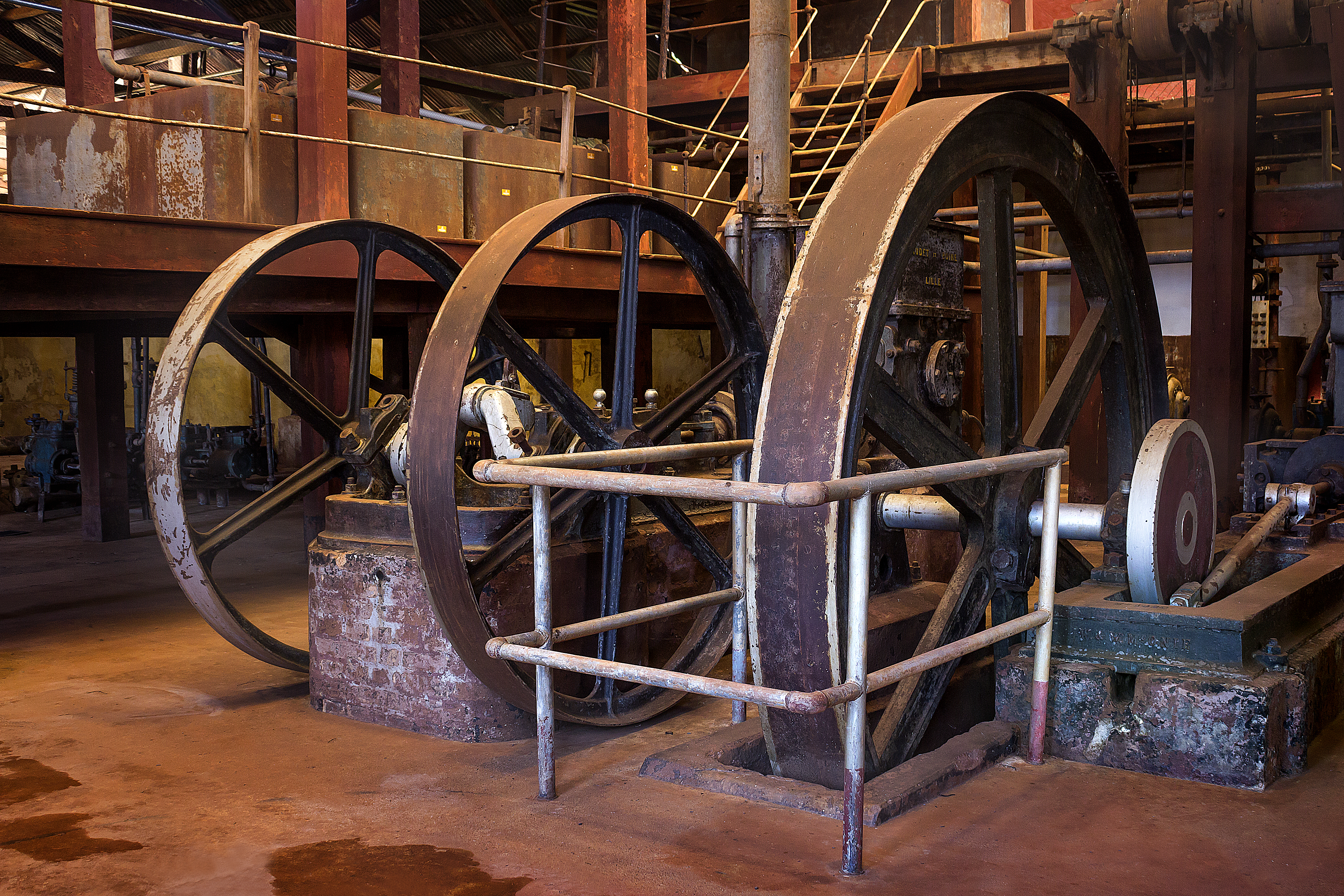
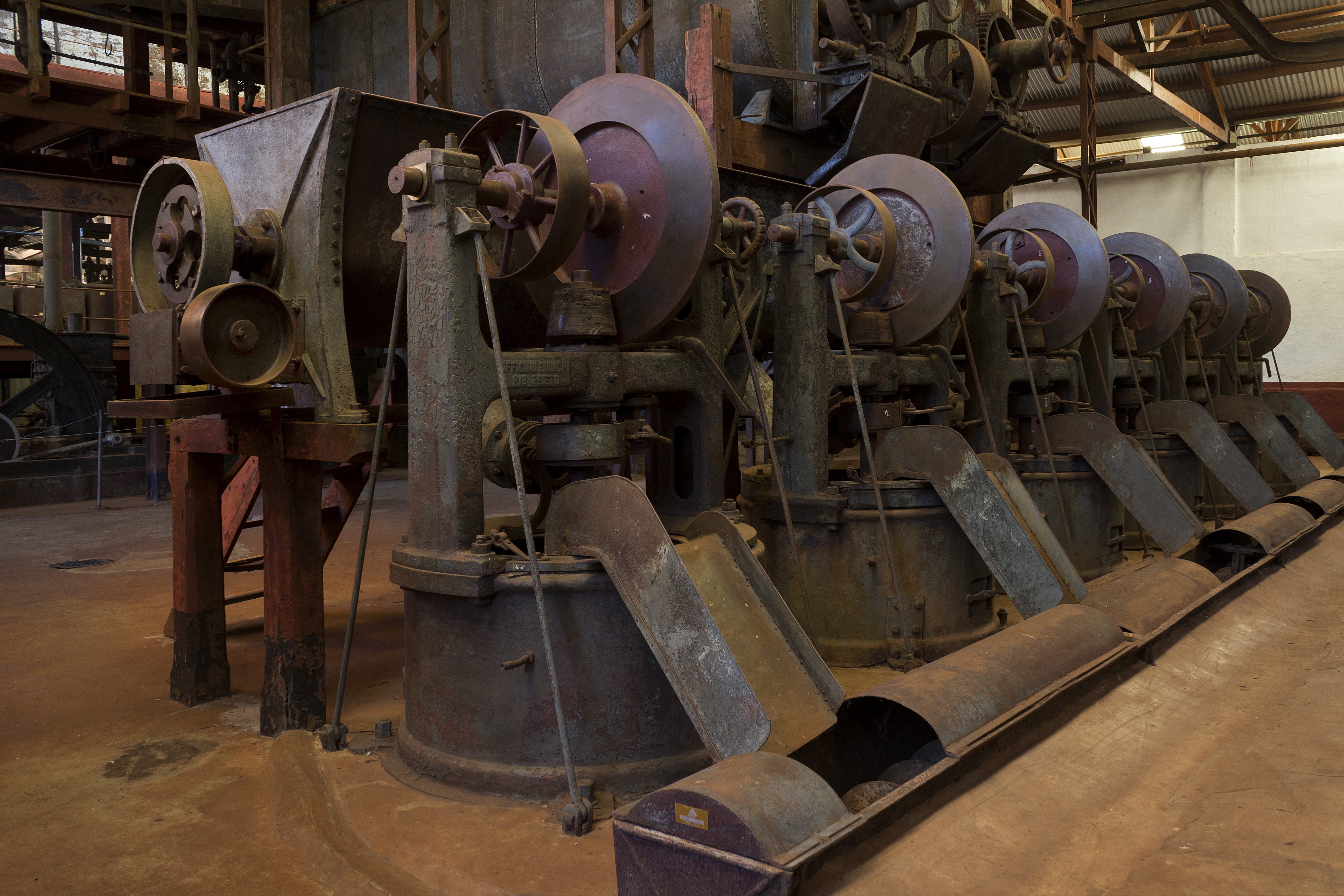
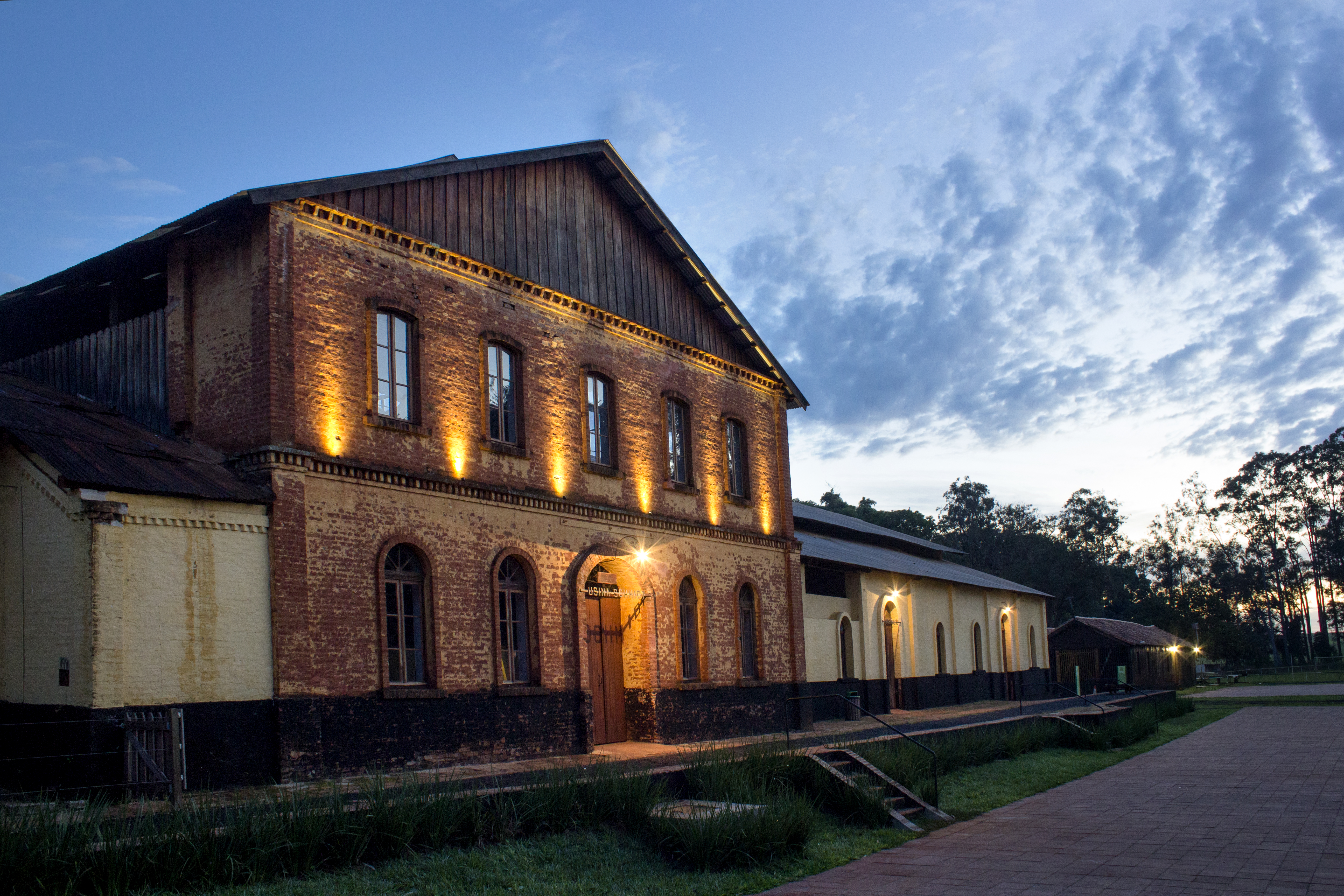